# Dardanos
Dardanos (řecky Δάρδανος', latinsky Dardanus) je v řecké mytologii zakladatel národa či kmene Dardanů, mytický předek vládců Tróje. Byl prvním králem v Dardanii.
Jeho původ je vykládán nejednotně, převládá však verze, že je synem nejvyššího boha Dia, jeho matkou byla Élektra. Byla jednou z Plejád a říká se o ní, že její světlo bylo nejslabší, prý z jejího zármutku nad zničením Tróje.
Z vůle Diovy byl Dardanos obdařen významnými a slávou obdařenými potomky:
- Erichthonios vládl v Dardanii hned po jeho smrti
  - nástupcem Erichthonia byl Trós
    - po něm vládl Ílos, zakladatel města Ílios či Ílium, proslaveném později jako Trója

V dalším pokolení se rod rozdělil na dvě větve:
- starší z nich jménem Assarakos, Kapys a Anchísés vládli v Dardanii
- mladší Ílos, Láomedón a Priamos vládli v Tróji.

Pak pro krásnou Helenu vypukla vleklá desetiletá trojská válka, v níž Řekové Tróju vypálili a zničili. Tím zanikla dlouhá vláda významného rodu. Anchísův syn Aineiás odvedl Dardany a trojské utečence daleko na západ. Usadili se v Itálii, tam založili nové město, předchůdce Říma.
Jméno mytického vládce Dardana je stále živé, podle něj byla nazvána úžina mezi Evropou a Malou Asií, i když předtím v bájných dobách byla nazývána Helléspontos čili „Hellino moře“ podle malé Hellé, která v ní utonula, když zlatý beran ji a jejího bratra Frixa nesl do daleké Kolchidy.